# Hội quán Văn hóa 25 tháng 4
Hội quán văn hoá 25 tháng 4 là một hội quán nằm ở thủ đô Bình Nhưỡng, Bắc Triều Tiên. Nó được xây dựng vào năm 1974-1975 để cung cấp một địa điểm cho giáo dục quân sự, và ban đầu nó được gọi với cái tên là Hội quán Văn hoá 8 tháng 2. Nó nằm trên đường Pipha ở quận Moranbong của thủ đô Bình Nhưỡng. Toà nhà với hàng cột theo phong cách cổ điển, được coi là một trong những ví dụ điển hình nhất về tượng đài xã hội chủ nghĩa những năm 1970 ở Bình Nhưỡng, và vì lí do đó nên ở Bắc Triều Tiên, toà nhà còn lại là Nhà hát Nghệ thuật Mansudae về mặt hình ảnh.
Đây là địa điểm diễn ra nhiều sự kiện lịch sử, từ cả đại hội lần thứ 6 và lần thứ 7 của Đảng Lao động Triều Tiên, đến cuộc gặp lịch sử của Kim Jong-il với tổng thống Hàn Quốc, Roh Moo-hyun, vào năm 2007.

## Xây dựng
12,4 hécta (31 mẫu Anh) đã được giải tỏa và việc xây dựng nhà hát đã được bắt đầu vào tháng 4 năm 1974. Toà nhà này rộng 105 mét (344 ft) ở mặt trước, có chiều sâu là 176 mét (577 ft), và có độ cao gần 50 mét (164 ft). Nó bao gồm hai rạp chiếu phim lớn với 6.000 chỗ ngồi và 1.100 chỗ ngồi với một rạp chiếu phim 600 chỗ ngồi. Hơn 80.000 mét vuông (861.113 foot vuông) không gian sàn cung cấp cho khoảng 600 phòng khác hỗ trợ các rạp hát. Toà nhà mở cửa vào ngày 7 tháng 10 năm 1975.

## Tên
Toà nhà theo đề xuất ban đầu được đặt tên là Hội quán Văn hoá 8 tháng 2 sau ngày thành lập Quân đội Nhân dân Triều Tiên (KPA). Nó được mở cửa dưới tên này và Đại hội lần thứ 6 của Đảng Lao động Triều Tiên được tổ chức ở đó vào ngày 10 đến ngày 14 tháng 10 năm 1980 dưới tên này. Sau đại hội, toà nhà đôi khi còn được gọi là Hội trường Quốc hội; tuy nhiên, sau đó tên được đổi thành Hội quán Văn hoá 25 tháng 4, ngày thành lập của quân đội kháng chiến chống Nhật, để phản ánh mối liên hệ lịch sử và tính liên tục, với Quân đội Nhân dân Triều Tiên. Ngày Thành lập Quân đội Nhân dân Triều Tiên đã được thay đổi trước đó, vào năm 1978, từ ngày 9 tháng 2 sang ngày 25 tháng 4.

## Sử dụng
Hội quán Văn hoá 25 tháng 4 là trụ sở của Văn phòng Sáng tác Văn hoá và Nghệ thuật ngày 25 tháng 4, chịu trách nhiệm tổ chức các sự kiện văn hoá lớn của Quân đội Nhân dân Triều Tiên, bao gồm các hội nghị quốc tế và tang lễ cấp nhà nước. Ngoài các cuộc họp để giáo dục quân sự, khen thưởng và đoàn kết, và các buổi lễ chính thức của nhà nước và các cuộc họp của đảng như Đại hội Đảng Lao động Triều Tiên lần thứ 6 và lần thứ 7 của Đảng Lao động Triều Tiên, các nhà hát ở Hội quán Văn hoá 25 tháng 4 được sử dụng cho các sự kiện văn hoá như các buổi biểu diễn của Quân đội Nhân dân Triều Tiên, hoặc ban nhạc Moranbong.
Toà nhà hiếm khi thấy khách du lịch ghé thăm.

## Trong văn hoá Bắc Triều Tiên
Dịch vụ bưu chính của Bắc Triều Tiên đã phát hành một con tem vào ngày 7 tháng 10 năm 1976, chủ yếu để sử dụng trong nước, mô tả toà nhà mới.